# Шарлоттенбург-Норд
Шарло́ттенбург-Но́рд (нем. Charlottenburg-Nord, дословно: «Шарлоттенбург-Север») — район Берлина, расположенный в округе Шарлоттенбург-Вильмерсдорф. Лежит к востоку от Хафеля и к северу от Шпрее.

## История

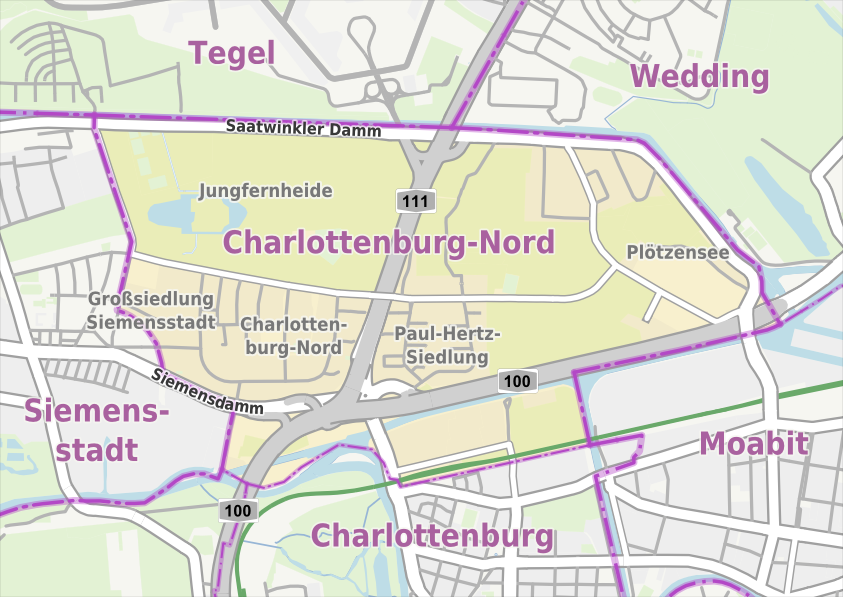
Микрорайоны, образующие Шарлоттенбург-Норд

В 2001 году в Берлине была проведена административная реформа с целью уменьшения числа округов. В результате реформы, в частности, бывшие округа Вильмерсдорф и Шарлоттенбург были объединены в один новый укрупнённый округ (нем. Bezirk) Шарлоттенбург-Вильмерсдорф в качестве районов (нем. Ortsteil).
В сентябре 2004 года правительством округа было принято решение раздробить два входящих в его состав района на более мелкие. Так, из Шарлоттенбурга были отдельно выделены районы Шарлоттенбург-Норд и Берлин-Вестэнд. В состав района Шарлоттенбург-Норд были включены местности возле канала Гогенцоллернов, Вестхафен-канала, Шпреии, парка Юнгферхайде, поселение Шарлоттенбург-Норд, поселение Пауль-Херц-Зидлунг и часть Плёцензее, а также часть микрорайона Сименсштадт.

## Транспорт
На территории района расположены станции метро «Юнгфернхайде», «Якоб-Кайзер-Плац» и «Халемвег», линии автобана A100 и А111, а также Берлинско-Шпандауский судоходный канал.

## Достопримечательности
- Музей тюрьмы Плётцензее